# Botanophila coloriforcipis
Botanophila coloriforcipis este o specie de muște din genul Botanophila, familia Anthomyiidae, descrisă de Fan în anul 1984. Conform Catalogue of Life specia Botanophila coloriforcipis nu are subspecii cunoscute.